# The Confessions Tour
The Confessions Tour е вторият жив албум на певицата Мадона. Издаден е на 26 януари 2007 от Warner Bros. Records. Записите са от участията ѝ в Лондон, част от успешното ѝ турне през 2006 Confessions Tour. и съдържа двоен диск CD+DVD формат. DVD-то съдържа шоуто от Уемби Арина, продуцирано от Джонас Акерлунд, а CD-то е с най-запомнящите се моменти. В някои стрени е издадена само DVD версията.

## История на албума
Албумът съдържа 13 песни, повечето от които са от албума Confessions on a Dance Floor, издаден през 2005. Също така са включени и класически песни на Мадона, като Like a Virgin и Lucky Star
В Сингапур албумът е забранен за продажба. Това е третият ѝ албум с наложен родителски контрол след Erotica (1992) и American Life (2003).

## Списък на песните

### DVD
1. Future Lovers/I Feel Love – 8:04
2. Get Together – 5:19
3. Like a Virgin – 4:08
4. Jump – 4:56
5. Confessions – 3:55
6. Live to Tell – 5:10
7. Forbidden Love – 4:24
8. Isaac – 6:45
9. Sorry – 5:02
10. Like It or Not – 4:51
11. Sorry (Remix) – 3:37
12. I Love New York – 5:43
13. Ray of Light – 6:26
14. Let It Will Be – 7:32
15. "Drowned World/Substitute for Love" – 5:00
16. Paradise (Not for Me) – 5:05
17. Music Inferno – 7:49
18. Erotica – 4:47
19. La Isla Bonita – 5:02
20. Lucky Star – 4:36
21. Hung Up – 9:24
22. Credits – 3:31

### CD
1. "Future Lovers/I Feel Love" – 8:00
2. Like a Virgin – 4:13
3. Jump – 4:53
4. Confessions – 3:53
5. Isaac – 6:45
6. Sorry – 5:03
7. Sorry (Remix) – 3:44
8. I Love New York – 5:36
9. Let It Will Be – 4:45
10. Music Inferno – 7:41
11. Erotica – 4:55
12. Lucky Star – 3:50
13. Hung Up – 9:50

### iTunes Store
1. Get Together – 5:22
2. Ray of Light – 6:12